# Joël Mall
Joël Yves Mall (ur. 5 kwietnia 1991 w Baden) – cypryjski piłkarz urodzony w Szwajcarii, grający na pozycji bramkarza w klubie Servette FC. Reprezentant Cypru.